# Pneumologie
En médecine, la pneumologie est la branche qui s'occupe de maladies des poumons et du tractus respiratoire. Elle est, en général, considérée comme une branche de la médecine interne, bien qu'elle soit très proche des soins intensifs lorsqu'il s'agit de patients qui nécessitent une ventilation mécanique. 

## Examens pulmonaires

### Signes physiques
- Cyanose
- Polypnée
- Apnée
- Hippocratisme digital
- Insuffisance respiratoire chronique
- Insuffisance respiratoire aigüe
- Auscultation pulmonaire anormale

### Examens en pneumologie
- Radiographie Standard du thorax
- Scanner pulmonaire
- Fibroscopie bronchique
- Scintigraphie
- Examen cytobactériologique des crachats
- Gaz du sang
- Examens fonctionnels respiratoires
- Thoracoscopie pleuroscopie
- Intradermoréaction à la tuberculine
- Lavage bronchoalvéolaire

## Maladies pulmonaires
Bronches
- Asthme
- Bronchite aiguë
- BPCO
- Bronchite chronique
- Emphysème
- Mucoviscidose
- Dilatation des bronches
- Cancer du poumon
- Tumeur pulmonaire
- Pneumoconiose

Parenchyme pulmonaire
- Pneumonies, bronchopneumonies
- Psittacose
- Embolie pulmonaire
- Hypertension artérielle pulmonaire
- Œdème pulmonaire
- Fibrose pulmonaire
- Séquestration pulmonaire
- Sarcoïdose
- Tuberculose pulmonaire
- Abcès pulmonaire

Plèvre
- Pneumothorax
- Pleurésie
- Cancer de la plèvre

Troubles ventilatoires
- Apnée du sommeil
- Inhalation
- Asphyxie
- Traumatisme thoracique

## Les pneumologues célèbres
- Philippe Even
- Irène Frachon
- Henri Nouvion